# Charles Martin (Politiker, 1856)

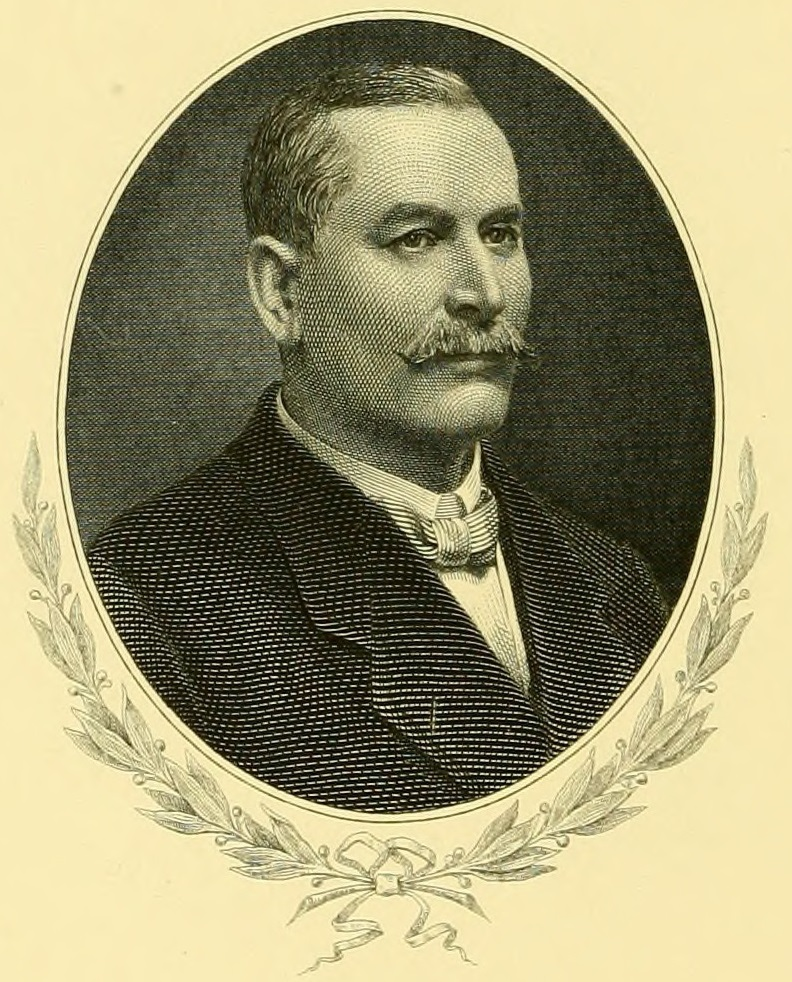
Charles Martin

Charles Martin (* 20. Mai 1856 bei Ogdensburg, New York; † 28. Oktober 1917 in Chicago, Illinois) war ein US-amerikanischer Politiker. Im Jahr 1917 vertrat er den Bundesstaat Illinois im US-Repräsentantenhaus.

## Werdegang
Im Jahr 1860 kam Charles Martin mit seinen Eltern nach Chicago, wo er später die öffentlichen Schulen besuchte. Danach arbeitete er als Vertragspartner für Abwasserkanalarbeiten. Später wurde er Kohlenhändler. Gleichzeitig schlug er als Mitglied der Demokratischen Partei eine politische Laufbahn ein. Zwischen 1894 und 1915 saß er mehrfach im Stadtrat von Chicago.
Bei den Kongresswahlen des Jahres 1916 wurde Martin im vierten Wahlbezirk von Illinois in das US-Repräsentantenhaus in Washington, D.C. gewählt, wo er am 4. März 1917 die Nachfolge von James T. McDermott antrat. Dieses Mandat konnte er bis zu seinem Tod am 28. Oktober desselben Jahres ausüben. In seine Zeit als Kongressabgeordneter fiel im April 1917 der amerikanische Eintritt in den Ersten Weltkrieg. Martins Abgeordnetenmandat ging nach einer Sonderwahl an John W. Rainey.